# Муринов, Юрий Ильич
Юрий Ильич Муринов (род. 1942) — советский и российский учёный и педагог в области физической химии, доктор химических наук (1982), профессор (1986). Лауреат Государственной премии Российской Федерации в области науки и техники (1992). Заслуженный деятель науки Башкирской АССР (1985).

## Биография
Родился 4 марта 1942 года в городе Уфе, Башкирской АССР. 
С 1958 по 1963 годы  обучался на кафедре физической и аналитической химии  химического факультета  Башкирского государственного университета, который окончил с отличием получив специализацию физико-химика. 
С 1967 года начал заниматься научной деятельностью в Институте органической химии Уфимского федерального исследовательского центра РАН: с 1967 по 1982 годы — научный сотрудник и старший научный сотрудник. С 1982 по 2019 годы в течение тридцати семи лет, Ю. И. Муринов являлся — заведующим Лаборатории координационной химии Института органической химии УФИЦ РАН. С 1985 года помимо основной деятельности занимался и педагогической работой на химическом факультете Башкирского государственного университета: с 1985 по 1990 годы — заведующий кафедрой  неорганической химии, с 1990 года — профессор этой кафедры. Основные научные работы Ю. И. Муринова были связаны с фундаментальными исследованиями в области термодинамики и механизмов изучения реакционной способности полидентатных органических соединений в экстракционно-сорбционном равновесии.
В 1970 году Ю. И. Муринов защитил диссертацию на соискание учёной степени — кандидат химических наук, в 1982 году защитил диссертацию на соискание учёной степени — доктор химических наук. В 1986 году Ю. И. Муринову было присвоено учёное звание — профессора.
Под руководством и при непосредственном участии Ю. И. Муринова проводились многочисленные  исследования для создания лекарственных препаратов в области медицины и ветеринарии (пчеловодство и животноводство), сельского хозяйства (, тепличные растения и овощеводство). За свои достижения в области создания лекарственных препаратов  Ю. И. Муринов награждался золотой и серебряной медалями ВДНХ СССР. Ю. И. Муринов являлся автором более шестисот научных работ, в том числе несколько монографий, а так же двадцати пяти патентов и авторских свидетельств на изобретения. При его участии было подготовлено три докторские и двадцать три кандидатские диссертации. 
В 1985 году Указом Президиума Верховного Совета Башкирской ССР «За заслуги в научной деятельности» Юрий Ильич Муринов был удостоен почётного звания — Заслуженный деятель науки Башкирской АССР. 
28 марта 1993 года Указом Президента Российской Федерации № 411 «За полный синтез эйкозаноидов, разработку новых высокоэффективных простагландиновых препаратов» Юрий Ильич Муринов был удостоен — Государственной премии Российской Федерации в области науки и техники.

## Награды
- Медали ВДНХ (золотая и серебряная[2])

### Звания
- Заслуженный деятель науки Башкирской АССР (1985[2])

### Премии
- Государственная премия Российской Федерации в области науки и техники (1992 — «За полный синтез эйкозаноидов, разработку новых высокоэффективных простагландиновых препаратов»[3])